# Werkfeuerwehrmann
Der Werkfeuerwehrmann ist ein nach Berufsbildungsgesetz (BBiG) staatlich anerkannter Ausbildungsberuf in Deutschland. Die Ausbildungsdauer beträgt drei Jahre. Die Ausbildung erfolgt an den Lernorten Betrieb und Berufsschule.

## Arbeitsgebiet
Werkfeuerwehrmänner dienen der Gefahrenabwehr und dem vorbeugenden Brandschutz als Werkfeuerwehr in Betrieben mit erhöhtem Gefährdungspotenzial, beispielsweise in chemischen Betrieben, an Häfen und Flughäfen, in Kraftwerken, in der Metall- und Elektroindustrie, bei Automobilherstellern und in Gießereien.

## Berufliche Qualifikationen
Werkfeuerwehrmänner und Werkfeuerwehrfrauen
- führen Maßnahmen zur Brandbekämpfung durch,
- leisten Technische Hilfe,
- führen ABC-Einsätze durch,
- führen Rettungs-, Sicherungs- und Bergungsarbeiten durch,
- leiten Maßnahmen zur medizinischen Notfallversorgung ein (Rettungssanitäter),
- fahren Feuerwehrfahrzeuge und bedienen und warten Feuerwehrgeräte,
- arbeiten im vorbeugenden Brandschutz,
- geben der Sicherheit und dem Gesundheits- und Umweltschutz bei ihrer Arbeit einen hohen Stellenwert,
- berücksichtigen betriebsspezifische Besonderheiten, insbesondere zur Aufrechterhaltung der *Betriebsabläufe und zur Werterhaltung,
- arbeiten team- und prozessorientiert.

## Abschlussprüfung
Die berufliche Handlungskompetenz wird in diesem Beruf durch eine gestreckte Abschlussprüfung festgestellt. Eine Zwischenprüfung findet nicht statt. 

Teil 1 der Abschlussprüfung findet vor dem Ende des zweiten Ausbildungsjahres statt, der Teil 2 am Ende der Ausbildung. Teil 1 der Abschlussprüfung wird in diesem Beruf mit 40 %, Teil 2 in der Summe mit 60 % gewichtet.
Die Abschlussprüfung besteht aus insgesamt fünf Prüfungsbereichen: 

1. Prüfungsbereich „Handwerkliche Arbeiten“
2. Prüfungsbereich „Brandbekämpfung“
3. Prüfungsbereich „Technische Hilfeleistung und ABC-Einsatz“
4. Prüfungsbereich „Grundlagen und Techniken der Gefahrenabwehr“
5. Prüfungsbereich „Wirtschafts- und Sozialkunde“

### Prüfungsbereich „Handwerkliche Arbeiten“
Der Auszubildende soll in diesem Prüfungsbereich nachweisen, dass er 

a) technische Unterlagen auswerten, technische Parameter bestimmen, Arbeitsabläufe planen und abstimmen, Material und Werkzeug disponieren,
b) Werkstücke herstellen, Funktionen überprüfen, seine Vorgehensweise erläutern und durchgeführte Arbeiten dokumentieren,
c) Sicherheitsregeln, Unfallverhütungsvorschriften und Umweltschutzbestimmungen einhalten, sowie 

d) Gefährdungen erkennen, Maßnahmen zur Beseitigung ergreifen kann.
Der Auszubildende führt Arbeitsaufgaben durch, über die er ein auftragsbezogenes Fachgespräch führt. Weiterhin muss er schriftliche Aufgaben lösen. Dem Auszubildenden stehen für diese Arbeiten insgesamt 600 Minuten zur Verfügung. Innerhalb dieser Zeit soll er die Arbeitsaufgaben sowie das Fachgespräch in 420 Minuten absolvieren. Das Fachgespräch nimmt einem Umfang von höchstens 10 Minuten in Anspruch. Für die schriftliche Bearbeitung der Aufgaben sind 180 Minuten vorgesehen.

### Prüfungsbereich „Brandbekämpfung“
Der Auszubildende soll in diesem Prüfungsbereich nachweisen, dass er 

a) Feuerwehrfahrzeuge der Klasse C sowie Fahrzeuge für die Notfallrettung auf öffentlichen Straßen führen und besetzen,
b) Einsatzmittel handhaben,
c) Gefährdungspotentiale abschätzen,
d) Eigensicherung durchführen, Unfallverhütungsvorschriften beachten, sowie 

e) die Situationen vor Ort erkunden und Sachstände rückmelden kann.
Der Auszubildende absolviert hierzu zwei Arbeitsproben und führt hierüber je ein auftragsbezogenes Fachgespräch. Dem Auszubildenden stehen für diese Arbeiten insgesamt 90 Minuten zur Verfügung, davon für die Fachgespräche höchstens je 10 Minuten.

### Prüfungsbereich „Technische Hilfeleistung und ABC-Einsatz“
Der Auszubildende soll in diesem Prüfungsbereich nachweisen, dass er Funktionen
und Aufgaben in taktischen Feuerwehreinheiten nach Feuerwehr-Dienstvorschriften wahrnehmen und dabei 

a) Einsatzmittel handhaben,
b) Gefährdungspotentiale abschätzen,
c) Eigensicherung durchführen, Unfallverhütungsvorschriften beachten, sowie 

d) die Situationen vor Ort erkunden und Sachstände rückmelden kann.
Der Auszubildende absolviert hierzu zwei Arbeitsproben und führt hierüber je ein auftragsbezogenes Fachgespräch. Dem Auszubildenden stehen für diese Arbeiten insgesamt 90 Minuten zur Verfügung, davon für die Fachgespräche höchstens je 10 Minuten.

### Prüfungsbereich „Grundlagen und Techniken der Gefahrenabwehr“
Der Auszubildende soll in diesem Prüfungsbereich nachweisen, dass er 

a) rechtliche Grundlagen des Feuerwehrwesens erläutern,
b) Brandgeschehen beurteilen, Löschmittel und Löschverfahren auswählen und einsetzen,
c) Fahrzeuge und Geräte unterscheiden,
d) Atemschutz anwenden,
e) Einsatzlehre berücksichtigen, sowie 

f) Kenntnisse des Vorbeugenden Brandschutzes anwenden kann.
Der Auszubildende bearbeitet in 240 Minuten schriftliche Aufgaben.

### Prüfungsbereich „Wirtschafts- und Sozialkunde“
Der Auszubildende soll in diesem Prüfungsbereich in 60 Minuten nachweisen, dass er allgemeine wirtschaftliche und gesellschaftliche Zusammenhänge der Berufs- und Arbeitswelt darstellen und beurteilen kann.

### Gewichtung der Prüfungsbereiche
Die Prüfungsbereiche werden wie folgt gewichtet: 

| Handwerkliche Arbeiten                      | 30 Prozent |
| Brandbekämpfung                             | 20 Prozent |
| Technische Hilfeleistung und ABC-Einsatz    | 20 Prozent |
| Grundlagen und Techniken der Gefahrenabwehr | 20 Prozent |
| Wirtschafts- und Sozialkunde                | 10 Prozent |

### Bestehensregelung
Der Auszubildende hat seine Abschlussprüfung bestanden, wenn die Leistungen
1. im Gesamtergebnis von Teil 1 und Teil 2 der Abschlussprüfung mit mindestens „ausreichend“,
2. im Ergebnis von Teil 2 der Abschlussprüfung mit mindestens „ausreichend“,
3. in den Prüfungsbereichen „Brandbekämpfung“ sowie „Technische Hilfeleistung und ABC-Einsatz“ mit mindestens ausreichend,
4. in mindestens einem der übrigen Prüfungsbereiche von Teil 2 der Abschlussprüfung mit mindestens „ausreichend“ und
5. in keinem Prüfungsbereich von Teil 2 der Abschlussprüfung mit „ungenügend“

bewertet worden sind.
Eine mündliche Ergänzungsprüfung von etwa 15 Minuten Dauer ist in den Prüfungsbereichen „Grundlagen und Techniken der Gefahrenabwehr“ oder „Wirtschafts- und Sozialkunde“ möglich, wenn damit die Abschlussprüfung bestanden werden kann. Voraussetzung ist, dass diese Prüfungsbereiche mit schlechter als „ausreichend“ bewertet wurden. Eine mündliche Ergänzungsprüfung zur Verbesserung der Note ist nicht möglich.

## Erprobungsverordnung
Mit der Ausbildung zum Werkfeuerwehrmann als dualer Ausbildungsberuf wird Neuland betreten. Daher wird die Ausbildungsordnung erprobt, d. h. die zurzeit geltenden Ausbildungsvorschriften sind am 1. August 2009 in Kraft getreten und traten zum 31. Juli 2016 außer Kraft. Diese Zeit wurde genutzt, um die Akzeptanz und den Zuschnitt des Ausbildungsberufes zu überprüfen und ggf. Änderungen vorzunehmen.